# (55749) Eulenspiegel
(55749) Eulenspiegel (1991 AT2) – planetoida z pasa głównego asteroid okrążająca Słońce w ciągu 5,65 lat w średniej odległości 3,17 j.a. Odkryta 15 stycznia 1991 roku.